# Relais de chasse (Bonheur)
Relais de chasse ou Relais de trois chevaux de selle dans la forêt est une peinture à l'huile sur toile de la peintre française Rosa Bonheur, créée en 1887.
Elle montre trois chevaux harnachés et sans cavalier, vus de dos. Le tableau est conservé au musée d'Art de Saint-Louis.

## Réalisation
Ce tableau est intitulé Relais de trois chevaux de selle dans la forêt dans l'ouvrage d'Anna Klumpke comme dans celui de Léon Roger-Milès ; il est réalisé en 1887,.
Une gravure à l'eau-forte a été tirée de ce tableau en 1893 ; Lucien Marcellin-Gautier lui donne le titre Relais de chasse.

## Description
Le tableau montre trois chevaux vus de dos sous un angle original, celui du centre étant blanc, ceux des côtés gris et brun, respectivement ; l'angle choisi permet au spectateur de participer plus facilement à la scène, comme s'il en était directement témoin.
Le tableau mesure 66 × 45,7 cm, c'est une peinture à l'huile sur toile. Il est signé dans le coin en bas et à gauche du prénom et du nom de l'artiste.

## Historique
Le tableau est conservé au musée d'Art de Saint-Louis, sous le titre de Relay Hunting.